# Martin Nørgaard
Martin Nørgaard (født 1990) er en dansk stand-up-komiker fra København, der debuterede som 18-årig. I 2010 fik han tredjepladsen til DM i stand-up-comedy, som blev afholdt i Vega i København.
Han har turneret med one-man shows i både 2017 og 2019.

## Karriere
Han fik sin comedydebut som 18-årig. I 2010 blev han nummer 3 ved DM i stand-up-comedy.
Han var opvarmer for Linda P til hendes show Linda P.. og mig i 2011.
I september 2012 startede han en podcast med ven og kollega Elias Ehlers, som senere fik navnet Det Dystre Skæg. Han har også medvirket i flere afsnit af Fup i farvandet med Morten Wichmann og Mikkel Malmberg.
I 2013 lavede han showet 20 ting der er galt i Danmark sammen med Anders Stjernholm, som de optrådte med i Huset i Magstræde.
Under Zulu Comedy Festival i 2013 optog han sit første one-man show kaldet Én time på Huset, som han efterfølgende lagde ud gratis på internettet.
I 2014 modtog han "Garmins Talentpris" til Zulu Comedy Galla. Med prisen fulgte 100.000 kr. Året efter optrådte han til samme show, hvilket var en del af præmien. I efteråret 2013  fik han et program på TV 2 Zulu kaldet Nørgaards Netfix, der minder lidt om programmet Dybvaaaaad! med komikerkollegaen Tobias Dybvad. I programmet laver Nørgaard stand-up om videoer på YouTube, kendte menneskers tweets og folks facebookopdateringer, og der er også fremstillet en parodi på traileren til filmen Fifty Shades of Grey med Lars Løkke Rasmussen og Helle Thorning Schmidt. Mikkel Rask og Elias Ehlers er medforfattere på programmets første sæson. Han har deltaget i Comedy Aid i 2014, 2015 og 2016. Anden sæson af Nørgaards netfix havde premiere den 9. april 2015. Denne gang med Morten Wichmann som hovedforfatter og komiker Mikkel Klint Thorius er medforfatter sammen med komikerkollega Ane Høgsberg, som også dannede redaktionen til sæson 3.
Han turnerede med sit første one-man show, Indebrændt, i 2017. Han medvirkede i showet Rage Against the Mainstream sammen med Torben Chris, Michael Schøt og Morten Wichmann. I 2019 havde han sit andet one-man show kaldet Hygge.
I 2022 medvirkede han i Fuhlendorff og de skøre riddere, hvor han sammen med Natasha Brock blev sendt på en mission af Christian Fuhlendorff for at finde ud af, hvad der er galt med borgmesteren i en fantasy middelalderby.

## Privatliv
Han er gift med komikeren Sofie Flykt, og sammen har de to børn. De har også lavet podcasten Det værste Par (tidligere Et Ægte Par), hvor de taler om deres parforhold.